# František Chvalkovský
František Chvalkovský (Jílové u Prahy, 1885. július 30. – Berlin, 1945. február 25.) cseh diplomata, Csehszlovákia negyedik külügyminisztere.

## Élete
Prágában és Londonban tanult jogot.

### Tevékenysége az első köztársaság idején
Az újonnan függetlenné vált Csehszlovákiában Chvalkovský először Antonín Švehla belügyminiszter titkára lett. 1920-ban csatlakozott a diplomáciai szolgálathoz, és részt vett a trianoni béketárgyalásokon. Később nagykövetként szolgált Japánban, az Egyesült Államokban, Németországban és Olaszországban.

### A müncheni egyezmény után

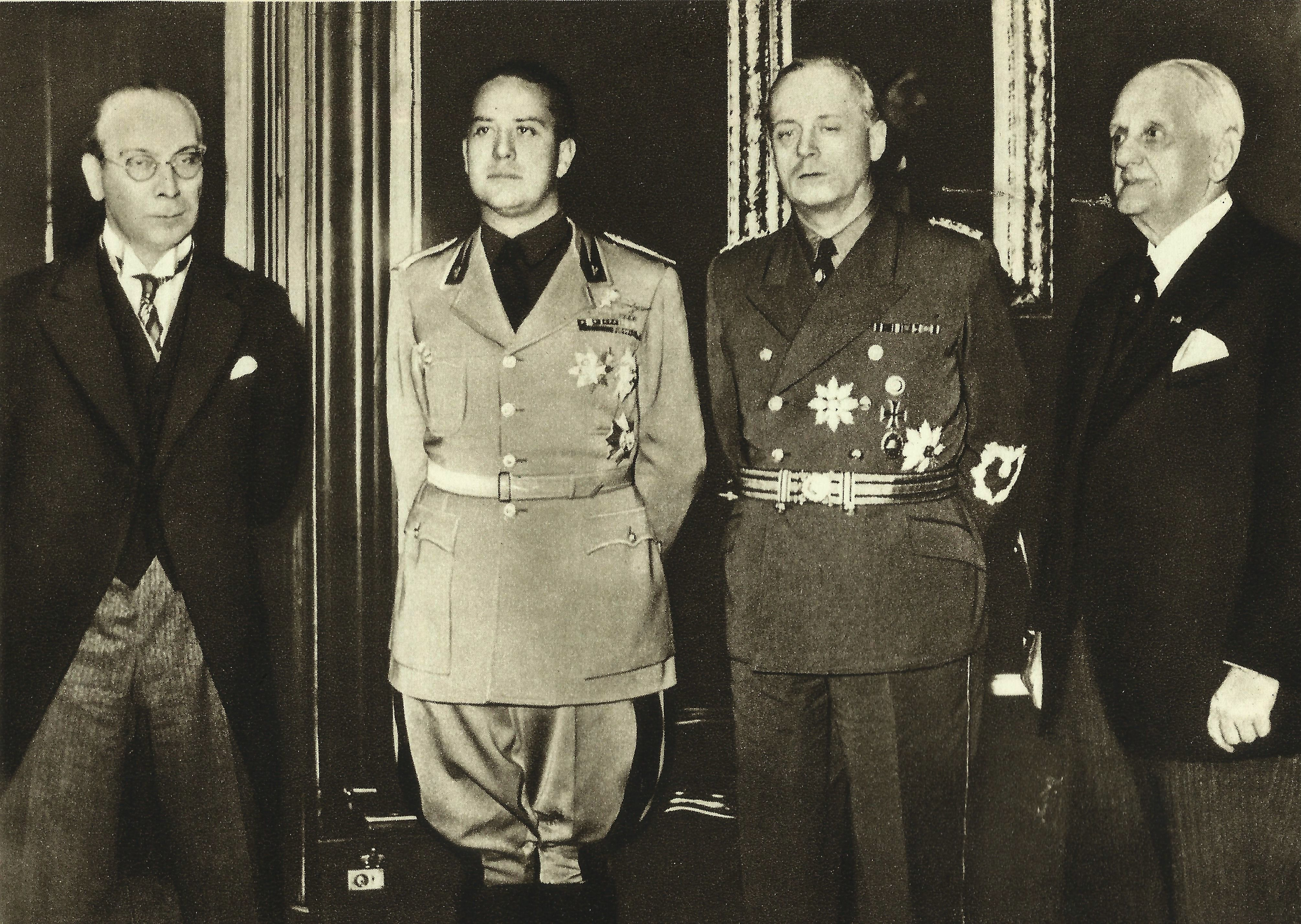
Az első bécsi döntés résztvevői balról jobbra:
František Chvalkovský, Galeazzo Ciano, Joachim von Ribbentrop és Kánya Kálmán

A müncheni egyezmény véget vetett az Első Csehszlovák Köztársaságnak, amelynek korábbi demokratikus és anti-totalitárius politikája teret engedett a tekintélyelvű kormányzásnak és a náci Németországgal való szorosabb együttműködésnek (további információ: Második Csehszlovák Köztársaság). A korábbi csehszlovák elnökhöz, Edvard Benešhez köthető politikai elitnek el kellett hagynia hivatalát, és Chvalkovský külügyminiszter lett. Állama függetlenségét úgy próbálta megőrizni, hogy engedményeket tett a szomszédoknak abban a reményben, hogy a jövőben időt nyerhet a kedvezőbb kimenetelre. Mélyen alábecsülte Hitler Közép-Európa megszállására irányuló szándékát, valamint Lengyelország és Magyarország irredentizmusát, amelyek az első világháború után fájdalmas területi engedményekre kényszerültek Csehszlovákia javára. Ő képviselte Csehszlovákiát a bécsi választottbíróságon, amely arra kényszerítette Csehszlovákiát, hogy Dél-Szlovákia magyar többségű, mintegy 12 ezer km²nyi részét visszaengedje Magyarországnak. Amikor a Szlovák Köztársaság 1939. március 14-én kikiáltotta függetlenségét, Chvalkovský Emil Hácha csehszlovák elnökkel Berlinbe utazott abban a reményben, hogy a további engedményeik megőrzik Csehország függetlenségét.

### A náci uralom alatt
A Cseh–Morva Protektorátus létrejöttével nem volt hivatalos helye a cseh diplomáciai szolgálatnak. Legutóbbi határozatában német nyomásra a külügyminisztérium minden csehszlovák nagykövetet arra utasított, hogy zárják be nagykövetségüket, és helyezzék át a Németországba. A hazafias hivatalnokok abban reménykedtek, hogy a nagykövetek – a közvetlen náci nyomástól mentesen – nem engedelmeskednek a parancsnak, és megtartják nagykövetségüket a száműzetésben élő kormány jövőbeni javára. Végső megoldásként, ha a fogadó kormány ellenséges volt velük, akkor inkább abba az országba, mint Németországba helyezzék át nagykövetségüket.
Sok követ azonban nem olvasott a sorok között, és szó szerint engedelmeskedett a parancsnak, ahogy megszokták, ami jelentős károkat okozott a csehszlovák érdekeknek. Tekintettel a Chvalkovský által alakított eseménysorra, sok ország, mint például a müncheni egyezményt aláíró Franciaország, kezdetben Csehszlovákia bukását a belső erőknek, nem pedig a németek agressziójának tekintette. Chvalkovský tehát ezek szerint  jelentős károkat okozott Csehszlovákiának abban a kritikus időszakban.
A külügyminisztérium 1939-es bezárása után Chvalkovský a protektorátus németországi megbízottja lett. Egy Berlin melletti autópályán egy szövetséges légitámadás során vesztette életét. A német főparancsnokság aznap Berlin közelében végrehajtott brit támadásokról számolt be.

## Fordítás
- Ez a szócikk részben vagy egészben  a   František Chvalkovský című angol Wikipédia-szócikk fordításán alapul.  Az eredeti cikk szerkesztőit annak laptörténete sorolja fel. Ez a jelzés csupán a megfogalmazás eredetét és a szerzői jogokat jelzi, nem szolgál a cikkben szereplő információk forrásmegjelöléseként.